# Modelo de Heckscher–Ohlin
O modelo econômico Heckscher-Ohlin, ou H-O, foi desenvolvido pelos suecos Eli Heckscher e Bertil Ohlin em 1970, e rendeu a eles o Prêmio Nobel de 1977.
O modelo enfatiza a inter-relação entre dois fatores de produção em diferentes proporções em cada país e sua utilização na produção de bens diferentes. O ponto central do modelo, define que os países tendem a direcionar seus esforços para a produção dos bens que demandam os fatores em que esses países são abundantes, ou seja, o país deve produzir aquilo que tem mais fatores abundantes para a produção. Esse modelo é conhecido como Teoria da Dotação de Fatores ou Teoria da Proporção dos Fatores.
Exemplo: Um país "A" tem mais fatores abundantes para a produção de máquinas, como a oferta de capital, já um país "B" tem mais fatores abundantes para a produção de alimentos, como a disponbibilidade de mão-de-obra. Nesse caso, o país "A" deverá produzir mais máquinas e o país "B" deverá produzir mais alimentos. A abundância do produto o torna mais barato, e portanto, é vantajoso para o país dar ênfase a esse tipo de produto e se destacar no mercado internacional.
O modelo Heckscher- Ohlin, diz que cada nação exportará a commodity intensiva em seu fator abundante de produção e importará aquela que exigir a utilização do seu fator escasso a qual apresenta, consequentemente, maior custo de produção doméstico.